# 納丁 (新墨西哥州)
納丁（英語：Nadine）是位於美國新墨西哥州利縣的普查規定居民點。

## 人口
根據2020年美國人口普查的數據，納丁的面積為29.52平方千米，當中陸地面積為29.51平方千米，而水域面積為0.01平方千米。當地共有人口477人，而人口密度為每平方千米16.16人。